# 岩嵜翔
- 岩崎翔

岩嵜 翔（いわさき しょう、1989年10月21日 - ）は、千葉県船橋市出身のプロ野球選手（投手）。右投右打。オリックス・バファローズ所属。
「嵜」の字は「崎」の異体字であるため、常用漢字体で統一している報道機関では「岩崎」とも表記される。

## 経歴

### プロ入り前
船橋市立高根小学校2年のとき「ホワイトビーストロング」で投手兼遊撃手として野球を始める。5年生で「宮本ビーバース」に、そして6年生で「海神スパローズ」に所属した。船橋市立高根中学校1年からは投手に専念。
船橋市立船橋高等学校では1年秋からベンチ入り。2年の夏は千葉大会準々決勝で千葉市立稲毛高等学校と対戦。2番手で登板も途中で降板し、チームも延長サヨナラ負け。翌年の3年は山崎正貴との二枚看板で活躍し、夏は千葉大会を制覇する。特に準々決勝の千葉県立鎌ヶ谷高等学校戦では7回コールドの参考記録ながら無安打無失点の好投を見せた。第89回全国選手権初戦は佐藤祥万擁する文星芸術大学附属高等学校と対戦し、山崎のリリーフで登板するも敗退。現スポーツ報知記者の小島和之とバッテリーを組んでいた。
2007年の高校生ドラフトにて福岡ソフトバンクホークスと中日ドラゴンズが外れ1位で競合し、ソフトバンクが交渉権を獲得。契約金7000万円、年俸700万円（いずれも推定）で仮契約し、入団。背番号は41。

### ソフトバンク時代
2008年、7月23日に一軍に昇格すると、同日の対オリックス・バファローズ戦でプロ入り初登板・初先発を果たし、3回途中3失点で降板。7月25日に二軍落ちとなり同年の一軍登板はこの1試合にとどまった。二軍では12試合で防御率1.93、先発9試合で5勝2敗という成績を残し、ウエスタン・リーグ優勝に貢献してオフに優秀選手賞を受賞した。10月4日に長崎県営野球場で行われたファーム日本選手権では東京ヤクルトスワローズを相手に9回を5安打1失点に抑える完投勝利を挙げ胴上げ投手となり、同選手権の最優秀選手賞を獲得した。高卒ルーキーでは1998年の五十嵐亮太（ヤクルトスワローズ）以来2人目となる受賞だった。
2009年、9月30日に一軍へ昇格し、同日の対東北楽天ゴールデンイーグルス戦で先発し4回1/3で5失点で敗戦投手。10月1日に二軍降格となりシーズンを終えた。
2010年、3月30日に一軍登録されると、3月31日の対埼玉西武ライオンズ戦で7回4点ビハインドからプロ入り初の中継ぎ投手として登板を果たし、7回は三者凡退に抑えたが、8回に先頭石井義人のライト前ヒットを多村仁志が取り損ねてエラーで二塁へ進塁させると、浅村栄斗の二塁打、栗山巧の安打で点差を広げてしまい、4月2日に二軍降格となった。5月3日の対オリックス戦で先発し、5回1点リードで降板したが、甲藤啓介が6回に同点に追いつかれた。最終的に一軍で5度先発したが0勝3敗と振るわなかった。二軍では防御率3.27（リーグ3位）、81奪三振（リーグ2位）と力を見せた。シーズンオフには大場翔太とともにプエルトリコのウィンターリーグへ派遣され、10月27日から12月21日までの期間に10試合登板（先発9試合）して53回2/3を投げ、リーグ最多勝となる8勝1敗、防御率3.19、WHIP1.23だった。リーグ第4週にはESPN Deportesの選出する週間MVPを受賞し、レギュラーシーズン終了後には2001年の伊良部秀輝以来日本人史上2人目となる最優秀投手賞と右投手ベストナインを受賞した。
2011年は、開幕ローテーション6枚目に抜擢され4月17日対西武戦で先発し、5回まで1失点と好投、6回に先頭の中村剛也にレフトにソロ本塁打を打たれ、二死一・三塁としたところで4点リードで降板すると、後続が徐々に追いつかれ9回1点リードで馬原孝浩が佐藤友亮に同点のソロ本塁打を打たれまたも初白星とはならなかった。翌日4月18日に二軍へ降格、5月5日に再び一軍に戻り対楽天戦で先発し7回を3失点。翌週本拠地福岡 Yahoo! JAPANドームで行われた5月13日の対西武戦に再び先発し、6回を2失点に抑えて苦節4年目で悲願のプロ入り初勝利となった。5月23日セ・パ交流戦、対ヤクルト戦では5回降雨コールドながら無失点でプロ初完投を挙げた（勝敗は付かず）。7月28日の対東北楽天ゴールデンイーグルス戦で先発し、9回を被安打8与四球2奪三振0で初完封勝利を挙げた。なお、奪三振ゼロでの完封勝利は、1995年7月4日のキップ・グロス（当時日本ハム）以来、16年ぶりであり、日本人では1956年5月3日の大脇照夫（当時国鉄・無安打完封も達成）以来、55年ぶりである。

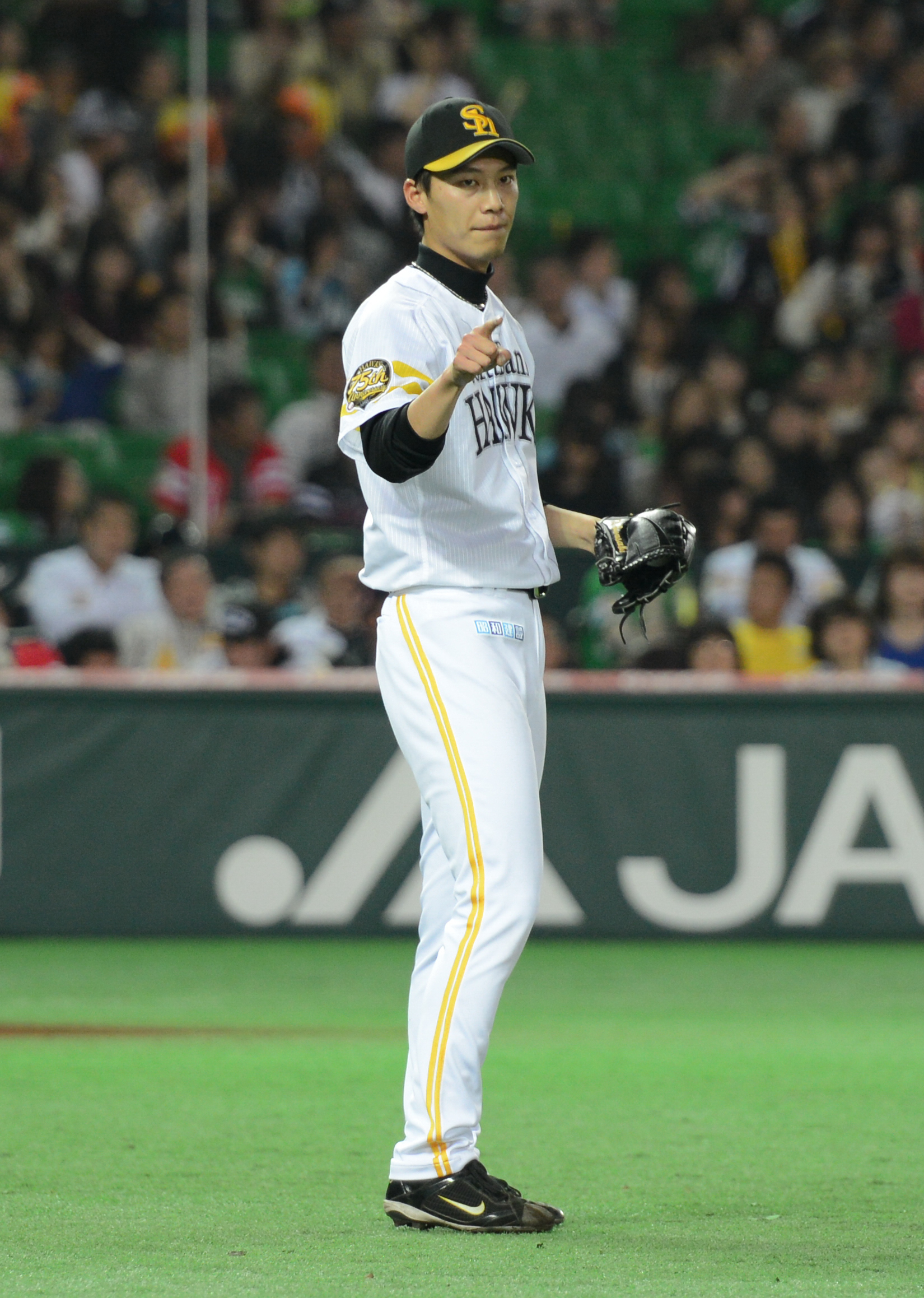
福岡ソフトバンクホークス時代
（2013年4月14日 福岡 ヤフオク!ドーム

チームが連覇を決めた10月1日の対西武戦では7回を3安打無失点に抑え、6回に福田のセンター前適時打、明石健志の適時三塁打で勝ち越すと、後を継いだブライアン・ファルケンボーグ、馬原孝浩が完封リレーで守り勝利投手になった。CSファイナルステージはベンチ入りできず、日本シリーズでは第1戦から第5戦までベンチ入りしたものの登板機会は無かった。11月25日から台湾で開催されたアジアシリーズでは11月27日に桃園国際野球場にて行われた対パース・ヒート戦で先発し、2回を2安打無失点に抑えたものの、決勝での登板を予定していた攝津正が肩の張りを訴えたため、代役に抜擢され31球で降板した。11月29日に迎えた台中インターコンチネンタル野球場でのサムスン・ライオンズとの決勝戦に中1日で先発4回1/3で5失点（自責3）で敗戦投手となった。
2012年は、オープン戦絶好調で3試合に登板し、13イニングを無失点、3月31日の開幕第2戦の先発に抜擢されると、7試合連続でクオリティ・スタートを達成した。右肩手術の馬原孝浩の代理で守護神となっていたファルケンボーグが5月18日に強い右肩の張りを訴えて抹消、され中継ぎの再編が行われたが、岡島秀樹、森福允彦へと繋ぐリリーフが定まらず、6月3日まで3勝6敗と勝ち運に恵まれず先発で3連続ノックアウトされていた岩嵜に白羽の矢が立った。6月10日のセ・パ交流戦、対阪神タイガース戦7回2点リードから登板すると、6者連続の凡退で2回無失点に抑え、プロ入り初ホールドを記録。6月13日のセ・パ交流戦、対中日ドラゴンズ戦も8回1点リードから三者凡退に抑え連続ホールドとなった。交流戦が終了すると6月26日に再び先発に戻され、4試合先発するが1勝2敗と負け越し再びリリーフ転向。8月10日から2度先発するも2連敗、9月18日の対西武戦、4四死球と不安定な先発二保旭に代わり4回2点リードから登板し、3イニングを無失点に抑えてプロ入り初の救援勝利を手にした。先発と中継ぎで登板しチーム4位となる120回1/3を投げシーズンを終えた。自己最多となる先発での16登板を果たしたが4勝10敗で防御率3.88、中継ぎでは13試合に登板し1勝0敗3ホールドで防御率0.36だった。クライマックスシリーズファーストステージは、10月14日第2戦に8回8点ビハインドから登板して1回無失点。10月15日第3戦は、6回1点リードから登板。2回を無失点に抑えてホールドを記録し、ファイナルステージ進出に貢献した。クライマックスシリーズ3登板で6回1/3を投げ3安打1失点、防御率1.42だった。
2013年、1月9日に千賀滉大と背番号を交換する形で、和田毅が着用していた21へ変更することが発表された。開幕を一軍で迎え、7回を任されるセットアッパーとして起用された。3月29日の開幕戦（対楽天戦）で7回1点リードから登板して三者連続三振で1ホールド目を記録すると、4月19日まで11試合連続無失点と好投。5月3日対西武戦9回1点リードでクローザーとして初起用されたが同点適時打を打たれて初のセーブ失敗となった。続く10回は走者を出しながらも同点のまま踏ん張り、チームは延長11回に長谷川勇也のサヨナラ打で勝利した。先発が早いイニングに降板してしまう試合が多かったチーム事情から、4月途中から8回を任されていたが右肘痛を発症し、5月4日に一軍登録抹消。5月29日東京ドームで行われたセ・パ交流戦、対読売ジャイアンツ戦では、9回1点リードから登板し、三者凡退に抑えてプロ入り初セーブも記録した。6月5日に2セーブ目を挙げたものの、6月8日の対中日戦で、同点適時打によりセーブ失敗。勝ちパターンから外された。6月9日から6試合連続無失点を記録したものの、6月26日に救援失敗。続く7月1日も3失点を喫し、先発投手陣が不調だったことから、7月10日から8月11日まで5試合連続で再び先発起用されたが、0勝4敗で防御率6.85と振るわなかった。8月13日から再び中継ぎに戻ると3試合連続で自責点を記録し、9月7日は一死も取れずに降板。シーズンオフにはドミニカ共和国のウィンターリーグへ派遣され、10月30日から12月12日までの期間に7試合先発登板して33回2/3を投げ、2勝1敗、防御率3.74、WHIP1.07だった。
2014年5月15日に一軍へ昇格すると、同日のQVCマリンフィールドで行われた対ロッテ戦で先発。8回7安打1失点と好投し、高校時代から一度も勝ったことのなかったライバル唐川侑己と対戦して初勝利を挙げる。これは故郷の千葉県での初勝利にもなった。8月の28日まで9試合先発し、4勝1敗、防御率3.83だったが、柳瀬明宏の右肘炎症による抹消や森福允彦、金無英の不調とも重なり、チーム事情から9月2日以降は僅差で登板する中継ぎへと配置転換された。10月4日のファーム選手権で6回1点リードで登板して三者凡退に抑えたが、続く7回先頭青松敬鎔のサードゴロを亀澤恭平がファンブルエラーし、二死一・二塁としたところで加藤翔平に同点適時打を打たれて救援失敗しチームは敗戦。CSファイナルステージでは、10月16日、10月19日に登板。日本シリーズでは10月25日に登板し、いずれもビハインドからの中継ぎだったが3試合無失点だった。
2015年、6月25日に一軍へ昇格し、同日の対西武戦で同年初先発を迎えるが、3回4失点と打ち込まれ、6月28日に一軍出場選手登録を抹消される。ようやくシーズン終盤の9月2日に一軍へ再昇格し、同日の対西武戦で6回から登板し、1イニングを投げホールドを挙げる。9月6日の対楽天戦においては延長12回表に中継ぎ登板し、チームのサヨナラ勝ちで同年初勝利を果たすが、今シーズンは僅か8試合の一軍公式戦登板にとどまった。10月3日、ファーム日本一で2度目MVPに輝く。
11月14日、和田毅の復帰に伴い、17に背番号を変更した。
2016年、5月8日に一軍へ昇格し、先発、主に救援投手として35試合に登板。87回2/3の投球回で、4勝2敗9ホールド1セーブ、防御率1.95の成績を収める。7月7日に京セラドーム大阪で行われた対オリックス戦において、2011年7月28日以来、5年ぶりに完封勝利した。10月13日に行われたクライマックスシリーズ・ファイナルステージ第2戦において、7回二死満塁のピンチに登板し、後続を抑え、クライマックスシリーズでの初勝利を飾る。
2017年は、クローザー・デニス・サファテを中心に、森唯斗、リバン・モイネロ、嘉弥真新也らとともに、中継ぎ投手陣の一角を担い、1年を通してセットアッパーとして8回を任され、リーグ最多となる72試合に登板し、6勝3敗、40ホールド、46ホールドポイント、2セーブを記録。72試合登板は、2010年の攝津正の71試合登板を、46ホールドポイントは、2014年の五十嵐亮太の45ホールドポイントを超える球団新記録を樹立。平成生まれ初の最優秀中継ぎ投手を受賞し、岩嵜を含む中継ぎ投手陣は、6回までにリードした展開では、76勝3敗、勝率.962という驚異的な数字を残し、チームの2年ぶりのリーグ優勝に大きく貢献した。ポストシーズンは、楽天とのクライマックスシリーズファイナルステージにおいて、第1戦から第3戦までの3連投と、第5戦の登板でいずれも無失点の好投をみせ、第3戦では勝利投手となる。横浜DeNAベイスターズとの日本シリーズで、第3戦、第5戦、第6戦に登板。いずれも1イニングを無失点の好投で、チームの2年ぶりの日本一奪還に貢献する。シーズンオフの12月23日、契約更改交渉に臨み、6800万円アップの年俸1億3000万円（金額は推定）でサインした。
2018年、開幕直後に右肘の違和感を訴え4月9日に出場選手登録を抹消され、4月12日に右肘鏡視下滑膜切除術・関節形成術を受けた。9月24日の二軍戦で実戦復帰したものの、10月25日に再手術（右肘鏡視下関節形成術）を受けた。この年は2試合の登板に終わり、3500万円ダウンの年俸9500万円（金額は推定）で契約を更改した。
2019年、前年に受けた右肘のリハビリもあり7月7日に10か月ぶりとなる実戦登板を果たすが、この年も一軍での登板は2試合に終わった。シーズンオフに一般女性と結婚したことを公表した。12月25日、2000万円減となる推定年俸7500万円＋出来高払いで契約を更改し、馬原孝浩と専属トレーナー契約を結んだことを発表した。
2020年、勝利の方程式を勝ち取るも6月26日（対西武・メットライフドーム）に木村文紀から、翌27日（対同・同）に山川穂高から連夜の逆転本塁打を打たれ敗戦投手となるなど不安定なピッチングが続き、7月9日に一軍登録を抹消された。8月27日に第1子となる女児が誕生したことを球団から発表された。10月2日に一軍に再昇格すると、10月7日の昇格後初登板（対西武・メットライフドーム）は、7回二死一・二塁1点リードという厳しい場面だったが、エルネスト・メヒアから三振を奪いピンチを切り抜けた。ここから7試合連続無失点と好投を続けた。このシーズン、失点は西武・楽天からのみという偏った結果を残した。ポストシーズンでは計3試合3回1安打無失点と好投し、チームの4連覇に貢献した。オフに、700万円減となる推定年俸6800万円で契約を更改した。
2021年、一時クローザーを任されるなど48試合に登板し、2勝5敗6セーブ14ホールド、防御率4.17の成績だった。12月20日に、現状維持となる推定年俸6800万円で契約を更改した。

### 中日時代
2021年12月27日、FAで中日ドラゴンズから福岡ソフトバンクホークスに移籍した又吉克樹の人的補償として中日に移籍することが発表された。奇しくも高校生ドラフトで競合の末に交渉権を獲得できなかった中日に入団することになった。背番号は又吉がつけていた16となった。
2022年3月26日、開幕2戦目の読売ジャイアンツ戦（東京ドーム）で移籍後初登板を果たしたが、先頭のグレゴリー・ポランコにストレートの四球を与えたところで肘に違和感を覚え緊急降板。27日に登録抹消されると、「右前腕屈筋損傷」と診断され、戦線離脱を余儀なくされることとなった。リハビリを続けていたが、9月26日に右肘内側側副靱帯再建術（トミー・ジョン手術）、右肘関節内クリーニング術、前腕屈筋補強術を受けたことが発表された。10月18日、治療に専念するための育成再契約を前提とした、戦力外通告を受けた。11月15日に育成選手契約を結んだ。背番号は203となった。
2024年は2月22日の阪神タイガースとの二軍練習試合で実戦復帰し、球速は最速152km/hを計測した。開幕後はファームで6月3日までに16試合に登板して防御率1.80を記録。6月4日付けで支配下選手登録への復帰が公示され、背番号は移籍当初の16に戻った。同日、出場選手登録された。6月5日に古巣のソフトバンク戦で802日ぶりの一軍復帰登板を果たし、1回を無失点に抑えた。8月3日の広島東洋カープ戦（MAZDA Zoom-Zoom スタジアム広島）では、髙橋宏斗、勝野昌慶と並び当時の球団日本人最速タイ記録となる158km/hを計測した。最終的な成績は21試合の登板で防御率5.85となった。6月12日に国内FA権を取得していたが行使せず、11月29日に現状維持の推定年俸2800万円で契約を更改した。
2025年4月1日の巨人戦でシーズン初登板。1対1の7回に登板し、ピンチを招くも無失点に抑える。その裏に味方が1点を勝ち越したため、ソフトバンク時代の2021年5月19日の西武戦以来、1413日ぶりの勝利投手となった。その後は3試合に登板したが4月28日に登録を抹消され、以降は一軍での登板機会がなかった。

### オリックス時代
2025年5月30日に金銭トレードでオリックス・バファローズに移籍したことが発表された。背番号は40。二軍登板を経て6月7日に出場選手登録され、翌8日の阪神戦で一軍での移籍後初登板を果たした。
同月20日、対ヤクルト1回戦（神宮）で8-8の9回裏に6番手として登板し無失点に抑えると、延長10回に味方が得点しそのまま勝利、移籍後初勝利を挙げ、1シーズンに両リーグで移籍後初勝利を挙げたこととなる。同一シーズンに異なる2球団で勝利投手となったのも、2023年に日本ハムと中日で勝利投手となった齋藤綱記以来NPB史上13人目、両リーグでの勝利は齋藤以来10人目という珍しい記録となった。
それ以降も中継ぎとしてシーズンを過ごし、8月7日の楽天戦にて中継ぎとして登板した際自己最速を更新する球速160kmを記録した。

## 選手としての特徴
スリークォーターからリリーフ時には平均球速146km/h、最速160km/hを記録した速球とスライダー、フォークを軸としスローカーブやチェンジアップも混ぜる。元々はオーバースローであったが、高校入学後サイドスローに転向。高校3年春にスリークォーターに再転向すると球速が伸び、甲子園では最速150km/hを記録した。

## 詳細情報

### 年度別投手成績
| 年 度      | 球 団        | 登 板 | 先 発 | 完 投 | 完 封 | 無 四 球 | 勝 利 | 敗 戦 | セ 丨 ブ | ホ 丨 ル ド | 勝 率 | 打 者 | 投 球 回 | 被 安 打 | 被 本 塁 打 | 与 四 球 | 敬 遠 | 与 死 球 | 奪 三 振 | 暴 投 | ボ 丨 ク | 失 点 | 自 責 点 | 防 御 率 | W H I P |
| ---------- | ------------ | ----- | ----- | ----- | ----- | -------- | ----- | ----- | -------- | ----------- | ----- | ----- | -------- | -------- | ----------- | -------- | ----- | -------- | -------- | ----- | -------- | ----- | -------- | -------- | ------- |
| 2008       | ソフトバンク | 1     | 1     | 0     | 0     | 0        | 0     | 0     | 0        | 0           | ----  | 15    | 3.0      | 7        | 0           | 0        | 0     | 0        | 1        | 0     | 0        | 3     | 3        | 9.00     | 2.33    |
| 2009       | ソフトバンク | 1     | 1     | 0     | 0     | 0        | 0     | 1     | 0        | 0           | .000  | 19    | 4.1      | 7        | 0           | 1        | 0     | 0        | 1        | 0     | 0        | 5     | 3        | 6.23     | 1.85    |
| 2010       | ソフトバンク | 6     | 5     | 0     | 0     | 0        | 0     | 3     | 0        | 0           | .000  | 105   | 22.1     | 30       | 2           | 9        | 0     | 1        | 9        | 0     | 0        | 21    | 20       | 8.06     | 1.75    |
| 2011       | ソフトバンク | 13    | 13    | 2     | 1     | 0        | 6     | 2     | 0        | 0           | .750  | 326   | 79.1     | 70       | 4           | 22       | 0     | 5        | 33       | 4     | 0        | 27    | 24       | 2.72     | 1.16    |
| 2012       | ソフトバンク | 29    | 16    | 2     | 0     | 0        | 5     | 10    | 0        | 3           | .333  | 498   | 120.1    | 113      | 5           | 27       | 0     | 3        | 77       | 1     | 0        | 46    | 42       | 3.14     | 1.16    |
| 2013       | ソフトバンク | 47    | 5     | 0     | 0     | 0        | 1     | 4     | 2        | 14          | .200  | 297   | 68.2     | 79       | 9           | 14       | 0     | 3        | 54       | 2     | 0        | 39    | 33       | 4.33     | 1.35    |
| 2014       | ソフトバンク | 18    | 9     | 0     | 0     | 0        | 4     | 1     | 0        | 3           | .800  | 266   | 62.0     | 64       | 10          | 15       | 0     | 4        | 37       | 0     | 0        | 32    | 28       | 4.06     | 1.27    |
| 2015       | ソフトバンク | 8     | 1     | 0     | 0     | 0        | 1     | 0     | 0        | 2           | 1.000 | 46    | 10.2     | 11       | 3           | 4        | 0     | 0        | 5        | 1     | 0        | 8     | 8        | 6.75     | 1.41    |
| 2016       | ソフトバンク | 35    | 7     | 1     | 1     | 0        | 4     | 2     | 1        | 9           | .667  | 347   | 87.2     | 77       | 6           | 17       | 0     | 0        | 61       | 3     | 0        | 22    | 19       | 1.95     | 1.07    |
| 2017       | ソフトバンク | 72    | 0     | 0     | 0     | 0        | 6     | 3     | 2        | 40          | .667  | 289   | 72.1     | 55       | 8           | 16       | 1     | 2        | 66       | 1     | 0        | 16    | 16       | 1.99     | 0.98    |
| 2018       | ソフトバンク | 2     | 0     | 0     | 0     | 0        | 1     | 0     | 0        | 1           | 1.000 | 5     | 2.0      | 0        | 0           | 0        | 0     | 0        | 2        | 0     | 0        | 0     | 0        | 0.00     | 0.00    |
| 2019       | ソフトバンク | 2     | 0     | 0     | 0     | 0        | 0     | 0     | 0        | 0           | ----  | 8     | 2.0      | 1        | 0           | 1        | 0     | 0        | 2        | 0     | 0        | 1     | 1        | 4.50     | 1.00    |
| 2020       | ソフトバンク | 17    | 0     | 0     | 0     | 0        | 0     | 2     | 0        | 10          | .000  | 70    | 15.0     | 19       | 3           | 6        | 0     | 1        | 20       | 0     | 0        | 12    | 12       | 7.20     | 1.67    |
| 2021       | ソフトバンク | 48    | 0     | 0     | 0     | 0        | 2     | 5     | 6        | 14          | .286  | 179   | 45.1     | 37       | 7           | 11       | 2     | 0        | 56       | 1     | 0        | 21    | 21       | 4.17     | 1.06    |
| 2022       | 中日         | 1     | 0     | 0     | 0     | 0        | 0     | 0     | 0        | 0           | ----  | 1     | 0.0      | 0        | 0           | 1        | 0     | 0        | 0        | 0     | 0        | 1     | 1        | ----     | ----    |
| 2024       | 中日         | 21    | 0     | 0     | 0     | 0        | 0     | 0     | 0        | 1           | ----  | 94    | 20.0     | 24       | 0           | 11       | 0     | 0        | 18       | 0     | 0        | 14    | 13       | 5.85     | 1.75    |
| 通算：16年 | 通算：16年   | 321   | 58    | 5     | 2     | 0        | 30    | 33    | 11       | 97          | .476  | 2565  | 615.0    | 594      | 57          | 155      | 2     | 19       | 442      | 13    | 0        | 268   | 244      | 3.57     | 1.22    |

- 2024年度シーズン終了時
- 各年度の太字はリーグ最高

### 年度別守備成績
| 年 度 | 球 団        | 投手  | 投手  | 投手  | 投手  | 投手  | 投手     |
| 年 度 | 球 団        | 試 合 | 刺 殺 | 補 殺 | 失 策 | 併 殺 | 守 備 率 |
| ----- | ------------ | ----- | ----- | ----- | ----- | ----- | -------- |
| 2008  | ソフトバンク | 1     | 0     | 1     | 0     | 0     | 1.000    |
| 2009  | ソフトバンク | 1     | 0     | 2     | 0     | 1     | 1.000    |
| 2010  | ソフトバンク | 6     | 1     | 2     | 0     | 0     | 1.000    |
| 2011  | ソフトバンク | 13    | 3     | 10    | 0     | 0     | 1.000    |
| 2012  | ソフトバンク | 29    | 8     | 17    | 1     | 0     | .962     |
| 2013  | ソフトバンク | 47    | 2     | 11    | 1     | 1     | .929     |
| 2014  | ソフトバンク | 18    | 7     | 12    | 0     | 0     | 1.000    |
| 2015  | ソフトバンク | 8     | 1     | 2     | 0     | 0     | 1.000    |
| 2016  | ソフトバンク | 35    | 6     | 10    | 0     | 2     | 1.000    |
| 2017  | ソフトバンク | 72    | 4     | 8     | 1     | 0     | .923     |
| 2018  | ソフトバンク | 2     | 0     | 0     | 0     | 0     | ----     |
| 2019  | ソフトバンク | 2     | 0     | 0     | 0     | 0     | ----     |
| 2020  | ソフトバンク | 17    | 1     | 0     | 0     | 0     | 1.000    |
| 2021  | ソフトバンク | 48    | 2     | 8     | 0     | 1     | 1.000    |
| 2022  | 中日         | 1     | 0     | 0     | 0     | 0     | ----     |
| 2024  | 中日         | 21    | 1     | 5     | 0     | 0     | 1.000    |
| 通算  | 通算         | 321   | 36    | 88    | 3     | 5     | .976     |

- 2024年度シーズン終了時

### タイトル
- 最優秀中継ぎ投手：1回（2017年）※平成生まれ初

### 表彰
- ファーム日本選手権MVP：2回（2008年、2015年）

### 記録
初記録
投手記録
- 初登板・初先発登板：2008年7月23日、対オリックス・バファローズ14回戦（福岡 Yahoo! JAPANドーム）、3回3失点
- 初奪三振：同上、2回表に小瀬浩之から空振り三振
- 初勝利・初先発勝利：2011年5月13日、対埼玉西武ライオンズ4回戦（福岡 Yahoo! JAPANドーム）、6回2失点
- 初完投：2011年5月23日、対東京ヤクルトスワローズ2回戦（明治神宮野球場）、5回無失点（降雨コールド）
- 初完投勝利・初完封勝利：2011年7月28日、対東北楽天ゴールデンイーグルス15回戦（福岡 Yahoo! JAPANドーム）
- 初ホールド：2012年6月10日、対阪神タイガース3回戦（阪神甲子園球場）、7回裏に2番手で救援登板、2回無失点
- 初セーブ：2013年5月29日、対読売ジャイアンツ2回戦（東京ドーム）、9回裏に5番手で救援登板・完了、1回無失点

打撃記録
- 初打席：2010年5月25日、対横浜ベイスターズ1回戦（横浜スタジアム）、2回表に清水直行から空振り三振[77]

節目の記録
- 100ホールド：2025年6月28日、対東北楽天ゴールデンイーグルス10回戦（京セラドーム大阪）、6回表に3番手で救援登板、1回無失点[78]

その他記録
- 同一シーズン2球団で勝利 ※史上13人目、セ・パ両リーグでの達成は史上10人目[79]
  - 2025年4月1日、対読売ジャイアンツ1回戦（バンテリンドーム ナゴヤ）、7回表に3番手で救援登板、1回無失点で勝利投手（中日ドラゴンズ時代）
  - 2025年6月20日、対東京ヤクルトスワローズ1回戦（明治神宮野球場）、9回裏に6番手で救援登板、1回無失点で勝利投手（オリックス・バファローズ時代）
- オールスターゲーム出場：1回（2013年）

### 背番号
- 41（2008年 - 2012年）
- 21（2013年[21] - 2015年）
- 17（2016年[33] - 2021年）
- 16（2022年[53]、2024年6月4日[62] - 2025年6月1日）
- 203（2023年[59] - 2024年6月3日）
- 40（2025年6月2日[71] - ）

### 代表歴
- ENEOS 侍ジャパンシリーズ2018「日本 vs オーストラリア」